# Biblioteca Digital Mundial
La Biblioteca Digital Mundial (en anglès, World Digital Library, WDL) va ser desenvolupada el 2009 per un equip de la Biblioteca del Congrés dels Estats Units, en col·laboració amb la UNESCO, amb el recolzament d'institucions associades de molts països i el suport financer de diverses empreses i fundacions privades.

## Història
El juny de 2005 el bibliotecari de la Biblioteca del Congrés dels Estats Units James H. Billington proposa l'establiment d'una Biblioteca Digital Mundial a la UNESCO, amb el convenciment que, a més de fomentar el diàleg intercultural i l'entesa internacional, "incrementarà el volum dels continguts d'alta qualitat disponibles gratuïtament a Internet". El desembre de 2006 la UNESCO i la Biblioteca del Congrés dels Estats Units copatrocinen una reunió d'experts amb els principals interessats de totes les regions del món. La reunió d'experts va tenir com a resultat la decisió d'establir grups de treball per elaborar normes i directrius de selecció de continguts. El 2007 la Biblioteca del Congrés dels Estats Units i cinc institucions associades presenten un prototip de la futura Biblioteca Digital Mundial a la Conferència General de la UNESCO.
L'abril de 2009, finalment, la Biblioteca Digital Mundial es llança a un públic internacional, amb contingut relacionat sobre cada estat membre de la UNESCO. Des d'aquesta data, la BDM continua afegint continguts i actualitzant-se de forma periòdica.